# Tadeusz Pawlata
Tadeusz Pawlata – polski strzelec, medalista mistrzostw Europy, trener. Podporucznik ludowego Wojska Polskiego.
Zawodnik sekcji strzeleckiej Zawiszy Bydgoszcz założonej przez Stefana Masztaka, z którym prowadził nabór zawodników do klubu. Był także trenerem, jednym z jego podopiecznych był Romuald Siemionow.
Zdobył brązowy medal podczas Spartakiady Armii Zaprzyjaźnionych w 1958 roku. Jego największym międzynarodowym osiągnięciem był srebrny medal drużynowo w karabinie standardowym z 300 metrów na mistrzostwach Europy w 1965 roku w Kairze  (jego partnerami byli: Stefan Masztak, Tadeusz Skrzep i Józef Sadurski). Zdobył 492 punkty, co było ostatnim wynikiem w polskiej drużynie.